# Nemolecanium abietis
Nemolecanium abietis är en insektsart som beskrevs av Borchsenius 1955. Nemolecanium abietis ingår i släktet Nemolecanium och familjen skålsköldlöss.
Artens utbredningsområde är Ukraina. Inga underarter finns listade i Catalogue of Life.